# دونالد دان
دونالد دان (انگلیسی: Donald "Duck" Dunn; ۲۴ نوامبر ۱۹۴۱ – ۱۳ مهٔ ۲۰۱۲) نوازنده گیتار بیس، ترانه‌سرا، تهیه‌کننده و هنرپیشه اهل ایالات متحده آمریکا بود. وی بین سال‌های ۱۹۶۰ تا ۲۰۱۲ میلادی فعالیت می‌کرد.
از فیلم‌ها یا برنامه‌های تلویزیونی که وی در آن نقش داشته‌است می‌توان به برادران بلوز، برادران بلوز ۲۰۰۰ اشاره کرد.